# 梅迪·哈里斯
梅迪·哈里斯（英語：Medi Harris，2002年9月15日—），英国女子游泳运动员，2022年英联邦运动会女子100米仰泳铜牌得主、2024年世界游泳锦标赛女子4×200米自由泳接力银牌得主和混合4×100米混合泳接力铜牌得主。